# Fernando de Toledo Oropesa
Fernando de Toledo Oropesa  (né en Espagne en 1520  et mort à Oropesa en 1590 est un cardinal espagnol du XVIe siècle . Il est un parent du cardinal Juan Álvarez de Toledo, O.P. (1538).

## Repères biographiques
Fernando de Toledo Oropesa étudie à l'université de Salamanque.  Il est nommé président de l'audience de Lima en Pérou, accepte la nomination, mais reste quand-même en Espagne pour prêcher, confesser et pour visiter et consoler les malades, sans avoir des responsabilités administratives. 
Le pape Grégoire XIII le crée cardinal lors du consistoire du 21 février 1578, mais de Toledo décline la promotion.